# كلايد كلوتز
كلايد كلوتز هو مخرج فني ورسام توضيحي كندي، ولد في 8 يونيو 1961 في كندا.

## وصلات خارجية
- كلايد كلوتز على موقع IMDb (الإنجليزية)
- كلايد كلوتز على موقع قاعدة بيانات الفيلم (الإنجليزية)